# Histories (erfgoed)
Histories vzw is een Vlaamse organisatie voor erfgoed, opgericht in 2019 en gesubsidieerd door de Vlaamse Overheid. Histories is de voortzetting van Heemkunde Vlaanderen, Familiekunde Vlaanderen en het Landelijk Expertisecentrum voor Cultuur van Alledag.
Histories ondersteunt personen en organisaties die zich bezig houden met genealogie, heemkunde, lokaal erfgoed en alledaagse cultuur, wil bijdragen aan kennis hierover en behartigt de belangen van deze organisaties. Men probeert een breekpunt te maken met de oubollige heemkunde zoals die gepredikt werd door Jozef Weyns.
Tot de taken van de organisatie behoren onder meer dienstverlening, het geven van cursussen, het uitbrengen van publicaties en het stimuleren van onderzoek en innovatie. Voor onderzoek binnen het domein van de genetische genealogie en het genetisch erfgoed wordt samengewerkt met de aan de KU Leuven verbonden populatiegeneticus/genealoog Maarten Larmuseau. Tevens beheert de organisatie databanken die betrekking hebben op erfgoed, stambomen, heemkunde en cultuur. 